# Mesaspis juarezi
Mesaspis juarezi là một loài thằn lằn trong họ Anguidae. Loài này được Karges & Wright mô tả khoa học đầu tiên năm 1987.